# 平均近点角
平均近点角（へいきんきんてんかく、mean anomaly）とは、軌道運動を行う天体のある時刻における位置を表すパラメータの1つである。平均近点離角と呼ぶ場合もある。平均近点角は天体が近点 z を通過してからの経過時間を軌道周期に対する割合として表すもので、角度の次元となり、近点では 2π ラジアン (1周、360°) の整数倍となる。図で平均近点角は M（角 zcy）である。また角度 T, E をそれぞれ真近点角、離心近点角と呼ぶ（Tはvと表記されることも多い）。
天体 p の平均近点角M を与える点 y は以下のように定義される。すなわち、楕円軌道の長半径 cz を半径とする同心円において、扇形 zcy の面積が軌道楕円における扇形 zsp の面積と楕円率（長半径 a と短半径 b の比 b/a）の逆数との積に等しくなるような円上の点が y となる。言い換えれば、扇形 zcy と扇形 xsz は面積が等しい。

## 計算
天体力学で、平均近点角 M は以下のように求められる。
{\displaystyle M-M_{0}=n(t-t_{0})\,\!}
ここで、
- {\displaystyle M_{0}\,\!} は時刻 {\displaystyle t_{0}\,\!} における平均近点角、
- {\displaystyle t_{0}\,\!} は初期の時刻、
- {\displaystyle t\,\!} は天体の位置を求める時刻、
- {\displaystyle n\,\!} は平均運動、すなわち、2π/周期。EやTに関する角速度 (EやTの時刻微分) ではないことに注意。EやTに関する角速度は (円軌道でない限り) 衛星位置によって変わるが、nは衛星位置によらず一定である (ただし、球対称な重力ポテンシャル以外の摂動がある場合はnも変化しうる)。

である。また、M は以下の式でも表される。
{\displaystyle M=E-e\cdot \sin E\,\!}
ここで、
- {\displaystyle E\,\!} は天体 p の離心近点角、
- {\displaystyle e\,\!} は軌道離心率

である。この式をケプラー方程式と呼ぶ。